# Vibrant
In de fonetiek is een vibrant of tril een medeklinker waarvan de klank wordt geproduceerd door trillingen tussen de articulator en het articulatiepunt. Een tril is dus niet alleen maar een tremulant, maar kan ook een bilabiale klank zijn.
Vibranten verschillen sterk van flaps. Daar waar bij een flap een specifiek gebaar wordt gebruikt om de actieve articulator tegen een passieve te laten slaan, wordt bij een vibrant de articulator op zijn plaats gehouden en zorgt de luchtstroom voor de trilling. Het Internationaal Fonetisch Alfabet onderscheidt de volgende vibranten:
- [r] - Alveolaire vibrant
- [ʙ] - Bilabiale vibrant
- [ʀ] - Uvulaire vibrant
- [ᴙ] - Epiglottale vibrant
- [ɽ͡r] - Retroflexe vibrant

Deze pagina bevat fonetische informatie in het IPA, die in sommige browsers mogelijk niet correct wordt weergegeven.
Waar symbolen in paren voorkomen, vertegenwoordigt het rechter teken een stemhebbende medeklinker. Gearceerde gebieden bevatten medeklinkers die worden beschouwd als onuitspreekbaar.
Zie ook: IPA, Klinkers